# Plecoptera xanthoptera
Plecoptera xanthoptera är en fjärilsart som beskrevs av George Francis Hampson 1894. Plecoptera xanthoptera ingår i släktet Plecoptera och familjen nattflyn. Inga underarter finns listade i Catalogue of Life.